# Hradecký kraj (1948–1960)
Hradecký kraj byl správní celek v Československu, který existoval v letech 1948–1960. Jeho centrem byl Hradec Králové. Kraj měl rozlohu 5 161 km².

## Historický vývoj
Vznikl ve východních Čechách dne 24. prosince 1948 na základě zákona o krajském zřízení, podle kterého bylo k 31. prosinci 1948 zrušeno zemské zřízení. Krajský národní výbor byl zřízen k 1. lednu 1949. Od 1. února 1949 se Hradecký kraj členil na 14 okresů. Kraj byl zrušen k 30. červnu 1960 zákonem o územním členění státu, podle kterého vznikly nové kraje. Území Hradeckého kraje bylo tehdy zahrnuto převážně do Východočeského kraje.
Území někdejšího Hradeckého kraje tvoří od roku 2000 většinu území samosprávného Královéhradeckého kraje.

## Administrativní členění
Kraj se členil na 14 okresů: Broumov, Dobruška (sídlo okresního soudu bylo ale v roce 1951 přeneseno do Nového Města nad Metují), Dvůr Králové nad Labem, Hořice, Hradec Králové, Jaroměř, Jičín, Náchod, Nová Paka, Nový Bydžov, Rychnov nad Kněžnou, Trutnov, Vrchlabí a Žamberk.